# Krieg der Eispiraten
Krieg der Eispiraten ist eine US-amerikanische Science-Fiction-Filmkomödie aus dem Jahr 1984. Regie bei dieser Billigproduktion führte 1983 Stewart Raffill, der auch am Drehbuch zu Krull mitgearbeitet hatte. Am 27. Juli 1984 fand die deutsche Kinopremiere statt.

## Handlung
„Nach den großen interplanetarischen Kriegen ist die Galaxis ausgetrocknet. Wasser ist zur einzigen Wertsache geworden. Böse Templer vom Planeten Mithra haben die Kontrolle über diesen lebensnotwendigen Grundstoff übernommen. Ihre Macht ist dadurch vollkommen. Nur ein paar Rebellen gelingt es zu überleben, indem sie wie Piraten Eis aus den Raumschiffen der Templer stehlen.“

Auf einem dieser Raumschiffe entdeckt Pirat Jason bei einem Beutezug die schöne Prinzessin Karina, Tochter des Grafen von Argon. Der Überfall auf die begehrte Eisfracht misslingt, auf seinem Rückzug entführt Jason die Prinzessin. Verfolgt von den Templern geraten Jason und sein Piratenfreund Roscoe in Gefangenschaft. Hier erfahren sie von der Suche des Grafen von Argon nach der sagenumwobenen Siebenten Welt, einem Planeten voller Wasser. Der Fund der dort vorhandenen Wasserreserven würde die Macht der Templer brechen.
Auf Mithra angekommen bewahrt Prinzessin Karina die Piraten vor der Fließband-Kastration. Als Eunuchen getarnt stellt Karina die beiden als Sklaven in ihren Dienst und begibt sich mit ihnen auf die Reise zum Piratenmond Sagora. Sie sucht dort den Revoluzzer Lanky Nibs, der wissen soll, wo sich ihr Vater Graf von Argon befindet. Inzwischen berichtet der Untertan Zorn dem Oberkommandierenden Templer, dass alles bisher Geschehene genau nach Plan verläuft. Gegenseitig versichern sie sich kein weiteres Versagen.
Auf Sagora finden Karina und Jason den durch Zeitschwund gealterten Lanky Nibs. Dieser berichtet von der wahrhaftigen Existenz der Siebenten Welt. Sterbend rät er den beiden, in das Tri-System zu fliegen. Doch der Flug wird zum Desaster – es kommt zum Ausbruch von „Weltraumherpes“.
Im Tri-System gelangt Karina durch ein Hologramm ihres Vaters an den geheimen Kurs zur Siebenten Welt, von dem sie unter keinen Umständen abweichen dürfen.
Zorn und die Templer haben die Verfolgung schon aufgenommen.  Dabei geraten alle in die Zeitraffung, die  auf dem Weg in das Zentrum der Galaxis eintritt. Glücklicherweise rettet der schon herangewachsene Sohn von Karina und Jason die Zeitreisenden vor dem Angriff der gleichfalls alternden Templer. Die Templer gehen durch eine Kursabweichung in der Zeit verloren; Karina und die Piraten, welche nie vom richtigen Kurs abwichen und somit wieder im Alter vor der Zeitraffung sind, erreichen die Siebente Welt – die Erde.

## Sonstiges
- Der Film persifliert hauptsächlich Szenen aus Star Wars (Androiden-Kampfroboter, Rittertum, Schwertgefechte) und Mad Max (martialische Kostüme, skurril umgebaute Fahrzeuge und Wüstenszenen).
- Das Lasergerät, mit dem am Beginn der Zugang zum Templer-Raumschiff geschnitten wird, kommt in zahlreichen Serien der 1980er Jahre als Laserkanone vor z. B. in Knight Rider.
- Der Herrscher des Tri-Systems besteht nur aus einem Kopf – in den Szenen kann man oft die schlechte Kameraeinstellung beobachten, man sieht immer wieder die Schultern des Schauspielers.
- Man kann erkennen, wie das (die) „Weltraumherpes“ bei seiner Flucht von einem Faden gezogen wird.
- Die Produktion hatte Zugang zu dem Stadtmodell des Filmes Flucht ins 23. Jahrhundert und verwendete es, wie es Raffill auch mit anderen Vorlagen seiner Filme – etwa Mick, mein Freund vom anderen Stern – tat (um Haaresbreite einer Plagiatsklage zu entgehen[1]), fast unverändert.

## Kritiken
„Ein interplanetarisches Spektakel nach den üblichen Science-fiction-Mustern mit einigen Härten und geschmacklosen Effekten.“

„Der deutsche Titel erinnert an „Krieg der Sterne“. Tatsächlich kopiert Regisseur Stewart Raffill („Das Philadelphia Experiment“) aus diesem bekannten Science-Fiction-Film ebenso wie aus „Alien“. Doch die „Eispiraten“ ähneln in ihrer Comicstrip-Machart am meisten einem „Flash Gordon“-Abenteuer. Haarsträubende Ungereimtheiten werden hier mit einem Augenzwinkern übergangen. Fazit: Parodierender Mix aus Soap-Opera und Piratenfilm.“